# Rhipidia formosana
Rhipidia formosana är en tvåvingeart. Rhipidia formosana ingår i släktet Rhipidia och familjen småharkrankar.

## Underarter
Arten delas in i följande underarter:
- R. f. productina
- R. f. formosana